# Segundo Gobierno de María Chivite
El Segundo Gobierno de María Chivite es el Gobierno de Navarra desde el 18 de agosto de 2023. Corresponde a la XI legislatura parlamentaria del periodo democrático y sucedió al Primer Gobierno de María Chivite.

## Composición
|                                                                    |                                                                         |                                                                  |                               |
| ← Segundo Gobierno de María Chivite → (Desde 18 de agosto de 2023) |                                                                         |                                                                  |                               |
| Partido político                                                   |                                                                         | Partido Socialista de Navarra                                    | Partido Socialista de Navarra |
| Partido político                                                   | Geroa Bai                                                               |                                                                  |                               |
| Partido político                                                   | Contigo Navarra-Zurekin Nafarroa                                        |                                                                  |                               |
| Presidencia                                                        |                                                                         |                                                                  |                               |
| Presidencia del Gobierno                                           |                                                                         | María Chivite Desde 6 de agosto de 2019                          |                               |
| Vicepresidencias                                                   |                                                                         |                                                                  |                               |
| Vicepresidencia Primera del Gobierno                               |                                                                         | Félix Taberna Monzón Desde el 18 de agosto de 2023               |                               |
| Vicepresidencia Segunda del Gobierno                               |                                                                         | Ana Ollo Hualde Desde el 18 de agosto de 2023                    |                               |
| Vicepresidencia Tercera del Gobierno                               |                                                                         | Begoña Alfaro García Desde el 18 de agosto de 2023               |                               |
| Consejerías                                                        |                                                                         |                                                                  |                               |
| Presidencia e Igualdad                                             |                                                                         | Félix Taberna Monzón Desde el 18 de agosto de 2023               |                               |
| Función Pública, Interior y Justicia                               |                                                                         | Amparo López Antelo 18 de agosto de 2023 - 4 de abril de 2024    |                               |
| Función Pública, Interior y Justicia                               | Félix Taberna Monzón (Interino) 4 de abril de 2024 - 6 de abril de 2024 |                                                                  |                               |
| Función Pública, Interior y Justicia                               | Amparo López Antelo Desde el 6 de abril de 2024                         |                                                                  |                               |
| Memoria, Convivencia, Acción Exterior y Euskera                    |                                                                         | Ana Ollo Hualde Desde el 18 de agosto de 2023                    |                               |
| Cohesión Territorial                                               |                                                                         | Óscar Chivite Desde el 18 de agosto de 2023                      |                               |
| Vivienda, Juventud y Políticas Migratorias                         |                                                                         | Begoña Alfaro García Desde el 18 de agosto de 2023               |                               |
| Educación                                                          |                                                                         | Carlos Gimeno Gurpegi Desde el 18 de agosto de 2023              |                               |
| Derechos Sociales, Economía Social y Empleo                        |                                                                         | Mari Carmen Maeztu Desde el 18 de agosto de 2023                 |                               |
| Economía y Hacienda                                                |                                                                         | José Luis Arasti Desde el 30 de agosto de 2023                   |                               |
| Salud                                                              |                                                                         | Fernando Domínguez Cunchillos Desde el 18 de agosto de 2023      |                               |
| Industria y Transición Ecológica y Digital Empresarial             |                                                                         | Mikel Irujo Desde el 18 de agosto de 2023                        |                               |
| Desarrollo Rural y Medio Ambiente                                  |                                                                         | José María Aierdi Desde el 18 de agosto de 2023                  |                               |
| Universidad, Innovación y Transformación Digital                   |                                                                         | Juan Cruz Cigudosa 18 de agosto de 2023 - 1 de diciembre de 2023 |                               |
| Universidad, Innovación y Transformación Digital                   | Patricia Fanlo Mateo 7 de diciembre de 2023 - 28 de enero de 2025       |                                                                  |                               |
| Universidad, Innovación y Transformación Digital                   | Juan Luis García Martín Desde el 28 de enero de 2025                    |                                                                  |                               |
| Cultura, Deporte y Turismo                                         |                                                                         | Rebeca Esnaola Desde el 18 de agosto de 2023                     |                               |

## Investidura
| Resultado de la votación de investidura de la presidenta de la Comunidad Foral de Navarra |                                                          |       |    |    |   |   |   |   |   |       |
| Candidata                                                                                 | Fecha                                                    | Voto  |    |    |   |   |   |   |   | Total |
| María Chivite                                                                             | 14 de agosto de 2023 Mayoría requerida: Absoluta (26/50) | Sí    |    | 11 |   | 7 |   | 3 |   | 21/50 |
| María Chivite                                                                             | 14 de agosto de 2023 Mayoría requerida: Absoluta (26/50) | No    | 15 |    |   |   | 3 |   | 2 | 20/50 |
| María Chivite                                                                             | 14 de agosto de 2023 Mayoría requerida: Absoluta (26/50) | Abst. |    |    | 9 |   |   |   |   | 9/50  |
| María Chivite                                                                             |                                                          |       |    |    |   |   |   |   |   |       |
| María Chivite                                                                             | 15 de agosto de 2023 Mayoría requerida: Simple           | Sí    |    | 11 |   | 7 |   | 3 |   | 21/50 |
| María Chivite                                                                             | 15 de agosto de 2023 Mayoría requerida: Simple           | No    | 15 |    |   |   | 3 |   | 2 | 20/50 |
| María Chivite                                                                             | 15 de agosto de 2023 Mayoría requerida: Simple           | Abst. |    |    | 9 |   |   |   |   | 9/50  |